# Phragmatobia ansorgei
Phragmatobia ansorgei är en fjärilsart som beskrevs av Jordan 1904. Phragmatobia ansorgei ingår i släktet Phragmatobia och familjen björnspinnare. Inga underarter finns listade i Catalogue of Life.